# Amaka Osakwe
Amaka Osakwe, née en 1987, est une styliste et créatrice de mode nigériane, designer du label Maki Oh. Elle a créé ce label en 2010, à partir de Lagos, et le dirige depuis. C'est l'une des  marques nigérianes à être mondialement reconnue.

## Biographie
Sa famille vit à Ikoyi, un quartier huppé le long de la lagune de Lagos. Ses parents, Gabriel et Tonye, sont avocats ; sa mère possède également une chaîne de magasins de mode et d'accessoires, et dessine des vêtements pour enfants. Son choix de ce même domaine de la mode inquiète ses parents qui l'envoient étudier à l'université des Arts de Bournemouth (basée à Poole en Angleterre).
En automne/hiver 2010, elle lance son label. Inspirée par la cérémonie des rites de passage au Ghana rural (The Dipo Ceremony), au sein de l'ethnie Krobo, au cours de laquelle les filles sont partiellement nues et ornées de perles. Dans cette collection, elle joue avec les vêtements, les parures et les accessoires, et utilise des tissus africains traditionnels,. Le label est mis en exergue aux États-Unis en 2012, par la présentation de ses créations lors de la New York Fashion Week. Une signature de sa marque est l'utilisation d'une teinture textile traditionnelle appelée adire. Une autre est sa façon de combiner des silhouettes occidentales, et des matériaux et motifs autochtones, tout en refusant une esthétique généralement associée en Occident à la mode africaine à la suite d'une première génération de créateurs de mode sur le continent : couleurs vives, tissus wax, style flamboyant, etc..
Des stars internationales telles que les chanteuses Beyoncé, Rihanna, ou l'actrice Kerry Washington ont porté ses créations. En 2013, la Première dame des États-Unis, Michelle Obama, porte, lors de son voyage en Afrique du Sud un chemisier Maki Oh,. Ses vêtements ont également été portés par des personnalités comme Solange Knowles, Lady Gaga, Issa Rae, et Leelee Sobieski, ou par la présentatrice télé Eku Edewor. Elle est également invitée, le 8 octobre 2014, à la Maison-Blanche aux côtés de stylistes comme Diane von Furstenberg et Jason Wu pour la réception Celebration of Design,. La marque acquiert une notoriété mondiale,.
Son travail a été présenté dans différentes institutions culturelles, comme le Fashion Institute of Technology, le Vitra Design Museum, et le musée et galerie d'art de Brighton.